# Bosc-Bénard-Commin
Pour les articles homonymes, voir Bosc.
Bosc-Bénard-Commin [bobenaʁ komɛ̃] est une ancienne commune française, située dans le département de l'Eure en région Normandie, devenue le 1er janvier 2016 une commune déléguée au sein de la commune nouvelle de Grand-Bourgtheroulde.

## Toponymie
Le nom de la localité est attesté sous la forme Boscus Bernardi Commin en 1224 (cartulaire de Bourg-Achard), Bosbernart Commin entre 1236 et 1244, Saint Pierre du Bosc Benart Comin en 1257 (inventaire des titres de l’abbaye du Bec), Sanctus Petrus de Bosco Bernardi Coumin en 1257 (cartulaire normand), Bosc Besnart de Coumin en 1431 (p. de Raoul Roussel), Bos Bernard Commin en 1717 (Claude d’Aubigné), Saint Pierre du Bosc Benard Commin en 1738 (Toussaint du Plessis).
De l'oïl normand bosc « bois » et de l'anthroponyme Bernard.
Bosc est un mot de l'ancien français, forme primitive de bois, restée dialectale et prononcée traditionnellement « bô » ou « boc » en Normandie.
Le déterminatif -Commin est le surnom de son seigneur.

## Politique et administration
| Période                                  | Période | Identité       | Étiquette | Qualité              |
| ---------------------------------------- | ------- | -------------- | --------- | -------------------- |
| mars 2001                                | 2015    | Jacques Auvard | DVD       | Agriculteur retraité |
| Les données manquantes sont à compléter. |         |                |           |                      |

## Démographie
L'évolution du nombre d'habitants est connue à travers les recensements de la population effectués dans la commune depuis 1793. À partir du 1er janvier 2009, les populations légales des communes sont publiées annuellement dans le cadre d'un recensement qui repose désormais sur une collecte d'information annuelle, concernant successivement tous les territoires communaux au cours d'une période de cinq ans. 
Pour les communes de moins de 10 000 habitants, une enquête de recensement portant sur toute la population est réalisée tous les cinq ans, les populations légales des années intermédiaires étant quant à elles estimées par interpolation ou extrapolation. Pour la commune, le premier recensement exhaustif entrant dans le cadre du nouveau dispositif a été réalisé en 2004,.
En 2013, la commune comptait 311 habitants, en évolution de 0 % par rapport à 2008 (Eure : +2,66 %, France hors Mayotte : +2,49 %).
| 1793 | 1800 | 1806 | 1821 | 1831 | 1836 | 1841 | 1846 | 1851 |
| ---- | ---- | ---- | ---- | ---- | ---- | ---- | ---- | ---- |
| 490  | 456  | 498  | 503  | 478  | 423  | 424  | 381  | 364  |

| 1856 | 1861 | 1866 | 1872 | 1876 | 1881 | 1886 | 1891 | 1896 |
| ---- | ---- | ---- | ---- | ---- | ---- | ---- | ---- | ---- |
| 329  | 362  | 330  | 278  | 290  | 290  | 279  | 262  | 167  |

| 1901 | 1906 | 1911 | 1921 | 1926 | 1931 | 1936 | 1946 | 1954 |
| ---- | ---- | ---- | ---- | ---- | ---- | ---- | ---- | ---- |
| 277  | 279  | 272  | 242  | 251  | 222  | 228  | 211  | 240  |

| 1962 | 1968 | 1975 | 1982 | 1990 | 1999 | 2004 | 2009 | 2013 |
| ---- | ---- | ---- | ---- | ---- | ---- | ---- | ---- | ---- |
| 210  | 161  | 200  | 193  | 247  | 252  | 300  | 313  | 311  |

## Lieux et monuments
- L'église Saint-Ouen[10].
- Château de Bosc-Bénard-Commin  Classé MH (1935)[11],[12] et son puits[13].
- Château du Camp-Héroult[14].

## Personnalités liées à la commune
- Jacques Le Lieur (né vers 1480 -mort vers 1550), conseiller-échevin de la ville de Rouen, secrétaire-notaire du roi, poète palinodique rouennais et seigneur de Bosc-Bénard-Commin.
- Nicolas Thyrel de Boismont, abbé de Grestain, prédicateur du Roi Louis XV, membre de l'Académie Française
- Hector Malot (1830-1907), romancier. Il a habité la commune de 1835 à 1848[15],[16].